# Sony Ericsson W705
Sony Ericsson W705 là chiếc điện thoại Walkman-phone thân trượt đầu tiên có kết nối Wi-fi, với màn hình lớn thuận lợi cho việc chơi game và được tích hợp nhiều tính năng hữu ích của một chiếc "máy tính đa truyền thông".
Một tính năng độc đáo của W705 Walkman-phone là "lắc tay đổi nhạc" mà mới chỉ có một vài chiếc điện thoại mới có. Ngoài ra, khả năng kết nối của W705 rất đáng nể, vừa có bluetooth, 3G mà lại cũng có EDGE, Wifi, HSCSD.

## Tổng quan
Sony Ericsson W705 có khả năng chụp hình cũng không kém gì dòng Cyber-shot của hãng. Với camera độ phân giải 3,2mpx và nhiều ứng dụng cho chụp hình như: đèn flash và ống kính Carl-Zeiss.
Bộ nhớ trong của máy là khá lớn với 120MB, cùng với thẻ nhớ ngoài tối đa là 8GB. Vì là dòng Walkman nên tính năng nghe nhạc vẫn được chú trọng đầu tiên, với các phần mềm hỗ trợ nghe nhạc mạnh nhất hiện nay như: SensMe, Shake Controls (lắc tay đổi nhạc), TrackID (nhận diện bài hát) và Walkman 3.0.

## Tính năng
- Máy có thể trên rất nhiêu băng tần, trong đó gồm 4 băng tần GSM (850/900/1800/1900), 2 băng tần HSDPA (900/2100) và 1 băng tần 3G hiện đại.
- Kích thước: 95x47x14,3mm
- Trọng lượng: 98g
- Kích thước màn hình 2,4 inches (tương đương 240x320 pixels)với 262.000 màu.
- Vì máy có kết nối Wifi, 3G, có thể liên lạc và gửi email ở bất cứ nơi đâu trên thế giới.
- Camera chính của máy là 3,2mpx và một camera phụ dành cho cuộc gọi thấy hình là 0,3 mpx (VGA)
- Pin chuẩn Li-Ion, có thời gian chờ lên đến 400 giờ và thoại lên đến 10 giờ.